# Ануфриев, Валентин Александрович
Валентин Александрович Ануфриев (9 ноября 1931, Горький — 22 января 1988, Москва) — советский учёный, директор НАМИ (1981—1986), заслуженный машиностроитель РСФСР, лауреат премии Совета Министров СССР.

## Биография
Родился в семье служащего. В 1954 году окончил механический факультет Горьковского политехнического института.
С 1954 года работал в лаборатории двигателей экспериментального цеха Ярославского автозавода, с 1957 года — в лаборатории двигателей конструкторского отдела Горьковского автозавода.
С 1958 года — в НАМИ: ведущий инженер КБ по двигателям с факельным зажиганием, затем — в лаборатории фильтрации топлив и масел, главный инженер института (с 1961 г.), директор (с 1981 г.). Участвовал в создании установки НАМИ-1 для оценки качества моторных масел, в строительстве автополигона и Калужского филиала газотурбинных двигателей; в постановке на производство автопоезда сельскохозяйственного назначения КАЗ-4540; в разработке конструкции 1,5-тонного дизельного автомобиля для городских перевозок.
С 1986 года — начальник Главного технического управления Министерства автомобильной промышленности.

## Научная деятельность
В 1982 году защитил кандидатскую диссертацию на тему «Исследования и разработка проблемы создания и эффективного функционирования Центрального научно-исследовательского автомобильного полигона».
В 1985—1987 годах возглавлял диссертационный совет НАМИ. Автор 40 научных работ.

### Публикации
- Ануфриев В. А. Исследования и разработка проблемы создания и эффективного функционирования центрального научно-исследовательского автополигона : Автореф. дис. ... канд. техн. наук. — М., 1982. — 24 с.
- Ануфриев В. А. Система оценки качества продукции при полигонных испытаниях. — М.: НИИНавтопром. Специнформцентр, 1976. — 10 с. — 350 экз.
- канд. техн. н. В. А. Ануфриев. Сделано учёными и специалистами НАМИ // журнал "Автомобильная промышленность", № 12, 1984. стр.3-5

## Награды
- два ордена Трудового Красного Знамени;
- Почётная грамота Президиума Верховного Совета СССР;
- заслуженный машиностроитель РСФСР;
- премия Совета Министров СССР[2].